# أ. هاري ويلر
أ. هاري ويلر (بالإنجليزية: A. Harry Wheeler)‏ هو رياضياتي أمريكي، ولد في 18 يناير 1873، وتوفي في 1950.